# 司書房
司書房(つかさしょぼう)は、かつて存在していた日本の出版社である。
なお、東京都練馬区に同名の古書店が存在するが、そちらは本項で既述する出版社とは関係がない。

## 概要
桃園書房の子会社で、かつては東京都千代田区三崎町にあり、末期には中央区に移転していた。第二次大戦後に土地を取得した初代オーナーが設立。阿佐田哲也こと色川武大が麻雀放浪の後に就職した出版社としても知られる。
親会社の桃園書房が文学、釣りなどの出版物、子会社の司書房は成年向け出版物と取扱いを分けていたが、後期はこの区分が曖昧になっていく。2005年（平成17年）頃に設立者一族が土地を含めて会社を売却。八丁堀の社屋へ移ってからはかつての区分に戻されたが、実際の編集作業では桃園書房と司書房の社員が会社の区分なしに作業をしていた。
不定期刊行の大型本（ムック）「ツカサムック」、成人向け漫画の単行本レーベル「ツカサコミックス」などを刊行していた。

### 沿革
- 1985年（昭和60年）頃、森山塔（現・山本直樹）の単行本で特需。
- 1995年（平成7年）頃、隣にあった直前に倒産したベップ出版のビルを買収し、双方のビルの壁をぶち抜いてひとつのビルにするという改築をする。
- 2005年（平成17年）頃、設立者一族が株を売却、オーナー、取締役陣が一新。旧体制よりも意欲的な出版を試みるが成績不振。
- 2006年（平成18年）、桃園書房とともに三崎町から八丁堀へ移転。その後、編集部員のリストラを決行したものの労働争議となり敗訴した。
- 2007年（平成19年）
  - 春頃、下請け、作家及び印刷・製本業者への支払いが滞り始める。
  - 8月、「9割免債」を提示するも、ほとんどの債権者は承諾しなかった。
  - 9月5日、桃園書房とともに破産宣告を受け消滅した。

## 主な雑誌
※ 以下の分類は便宜上から区分した独自のもの。

### 成人向け漫画雑誌
- 劇画バイキング
- 漫画セクシカ
- 漫画ラブエロ
- 漫画エロス（1976年 - 1990年）[3]
- 漫画エロスデラックス
- 漫画エロススペシャル
- 漫画スーパーエロス（1986年 - 1998年）[4]
- コミックラム
- コミックロード
- コミックドルフィン（1992年 - 2007年）[5]
- コミックラッツ（1993年 - 2002年）[6]
- コミックドルフィンJr（1994年 - 1997年）[7] ※後継誌は『コミック旋風』
- コミック旋風（1997年 - 1998年）[8]
- コミックオルカ（2000年 - 2001年）[9]
- コミックプッチモエ
- コミックドルフィン大将
- コミックペリカンハウス
- Pet boy’s

### SM系雑誌
- SMファン（1971年 - 1988年）[10]
- 別冊SMファン（1972年 - 1985年）[11]
- SMフロンティア
- BIZARRE MAGAZINE（1992年 - 2003年）[12]
- SM秘密倶楽部
- ミストレス
- ミストレス女王館通信
- シーメールラブGOLD
- SM官能ゴールド
- エロティック・スキン
- マニアHOUSE
- マニアHOUSEゴールド
- ミストレスデラックス

### その他の雑誌
- シネマセクシカ
- 実話セクシカ
- HOTマガジン
- ビッグマージャン（1977年 - 1978年）※ 1978年「ビッグ麻雀」と改題。
- ビッグ麻雀（1986年 - 1988年）コミック誌[13]
- ザ・ナイスMAGAZINE（1986年 - 1998年）[14]
- 特選あそび専門街（1986年 - 1997年）[15]
- PC-DOLPHIN
- お尻マニア
- 実践人妻熟女
- 好きスキ奥様
- 人妻熟女乱舞館
- 若奥様ラブシャワー
- YANCHAEX
- シスターパラダイス